# Independence (Minnesota)
Independence – miasto w Stanach Zjednoczonych, w stanie Minnesota, w hrabstwie Hennepin.